# 360 авиационный ремонтный завод
360 Авиацио́нный ремо́нтный заво́д — российский авиаремонтный завод, расположенный неподалёку от авиабазы Дягилево в Рязани.
Из-за вторжения России на Украину завод находится под санкциями всех стран Евросоюза и США.

## История
Начало заводу положили авиаремонтные мастерские в Забайкалье в городе Укурей, основанные в предвоенные годы. Во время Великой Отечественной войны мастерские отремонтировали более 1200 самолётов Пе-2, Ил-2, Ил-10, По-2, а также около 500 авиадвигателей.
После войны мастерские расширились до стационарной ремонтной базы для фронтовых бомбардировщиков Ил-28, а в 1958 году были передислоцированы в Рязань и переименованы в 360-й авиационный ремонтный завод. Завод стал основным ремонтным предприятием для самолётов Дальней авиации, на нём восстанавливали стратегические бомбардировщики Ту-16, Ту-22, 3М, М-4, Ту-22М2, Ту-22М3, Ил-76, Ту-95МС. С распадом СССР освоение восстановления ракетоносцев Ту-95МС стало важным достижением завода.
В 2002 году завод получил Сертификат соответствия системы качества по ремонту воздушных судов гражданской авиации, а в 2008 году — Сертификат на выполнение всех форм технического обслуживания Ил-76Т(ТД) и выполнение доработок промышленности.

## Деятельность
Основной деятельностью завода является ремонт самолётов Ту-22МЗ, Ту-95МС, Ил-76 всех модификаций, Ил-78(М). Завод выполняет работы по ремонту, техобслуживанию, диагностике технического состояния, покраске авиационной техники, а также поверке контрольно-проверочной аппаратуры и общевойсковых средств измерения.
Завод входит в Межгосударственный справочник Оборонно-промышленного комплекса государств-членов ОДКБ